# یون‌نان ۲۲۳۰
سیارک ۲۲۳۰ (به انگلیسی: 2230 Yunnan، نامگذاری:1978UT1) دو هزار و دویست و سیمین سیارک کشف شده‌است که در ۲۹ اکتبر ۱۹۷۸ کشف شد.
قدر مطلق سیارک برابر ۱۲٫۳۰ است.